# Lapinha
A lapinha é um presépio que se arma na época natalícia. É tradicional no folclore brasileiro, principalmente no Nordeste, e no arquipélago da Madeira, em Portugal.
No Brasil, caracteriza-se pelo conteúdo hierático de adoração ao Menino Deus, com estrutura bastante definida, como a chegada ao presépio, adoração, tentativa de rapto ao Menino Jesus (morte e ressurreição da Contramestra ou da Mestra), sedução da pastorinha, previsões da cigana, ofertório, despedidas e queima de Lapinha.

## A lapinha madeirense

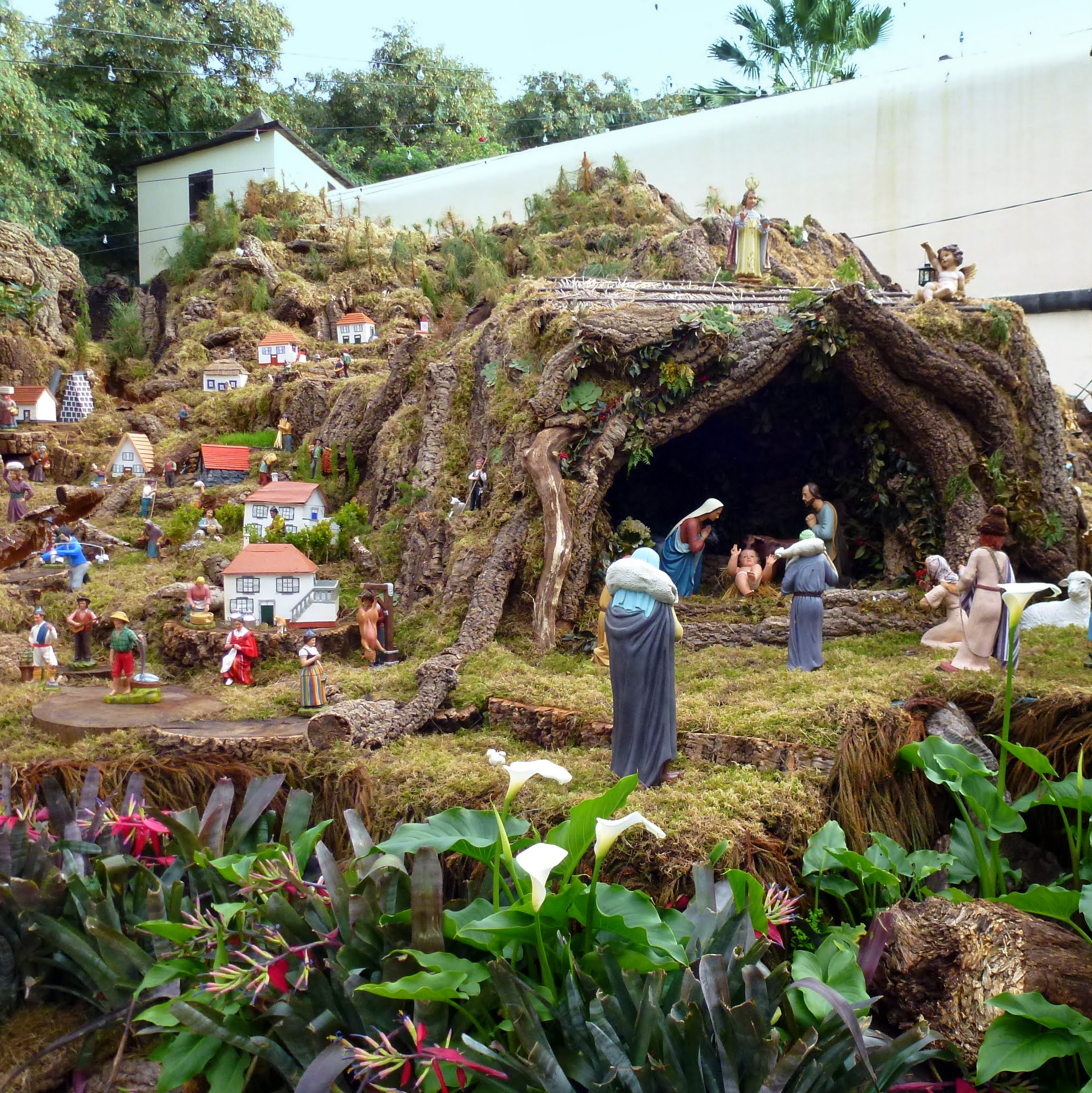
Tradicional lapinha de rochinha no Largo da Restauração, no Funchal

O presépio tradicional na Madeira apresenta duas variantes distintas: a “lapinha” propriamente dita ou “escadinha”, e a “rochinha” ou “presépio-lapinha”. No geral, são ambas referidas como “lapinha” pelos madeirenses.

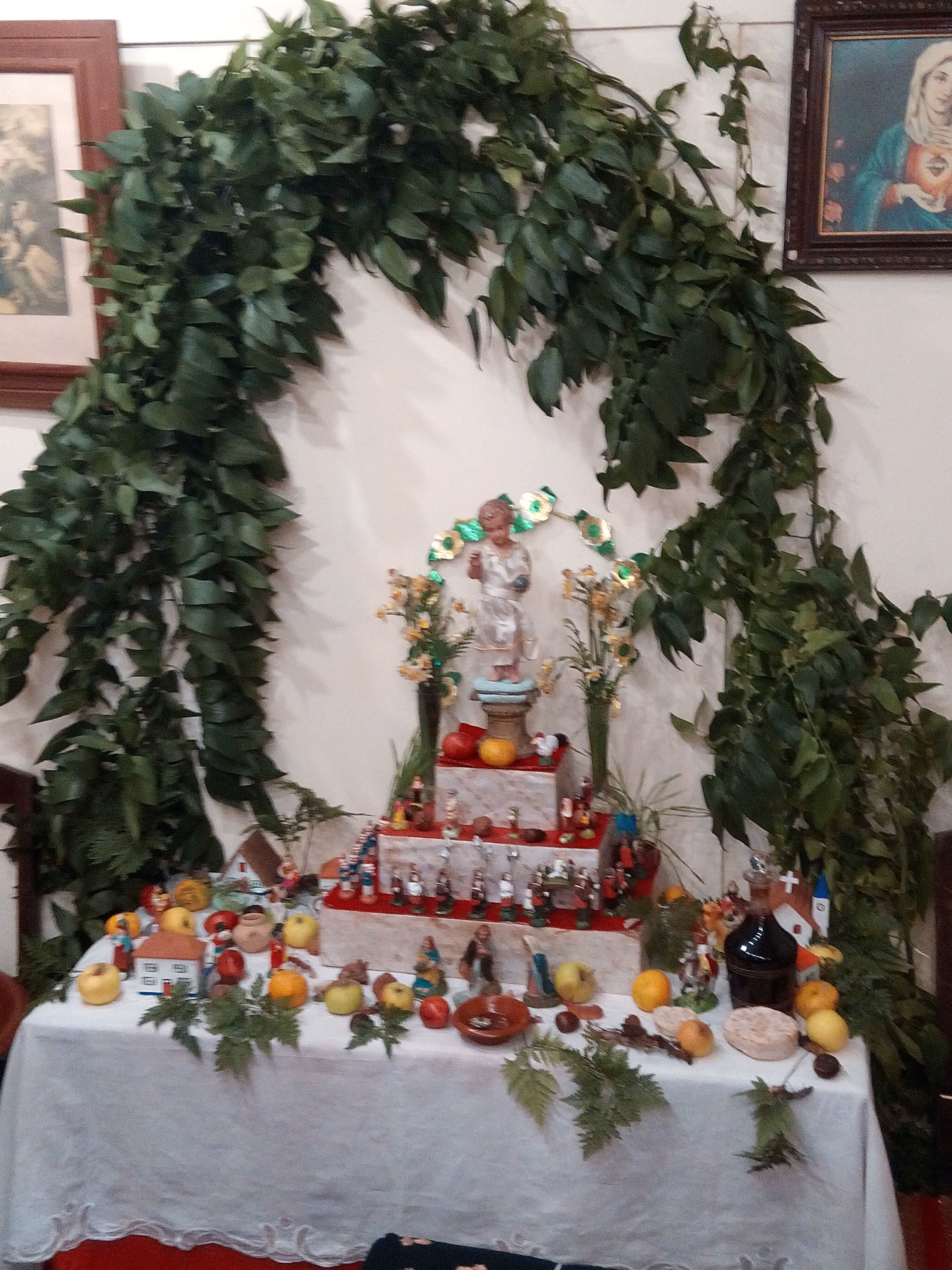
Lapinha em escadinha

O armar da lapinha acontece nas vésperas da Festa (como é chamado o dia de Natal na Região) ou até antes. Em muitas casas, no dia de Nossa Senhora da Conceição, a 8 de dezembro, ou na primeira missa do parto, a 15 ou 16 de dezembro, já a lapinha está armada.

### Lapinha (em escadinha)
A lapinha em escadinha, ou simplesmente lapinha, consiste num pequeno altar de três lanços (a escadinha) que é colocado sobre uma mesa ou cómoda coberta com uma toalha vermelha e enramada e, por cima desta, uma outra toalha branca rendada. Normalmente a escadinha é forrada com papel de ramagens.
No topo da escada, ou trono, é colocada a imagem do Menino Jesus, rodeada por um arco de flores de papel e ladeada por duas jarras com junquilhos ou sapatinhos. Nos outros degraus, apresentam-se pastores e outras figuras de presépio, frutos como laranjas, pêros, castanhas e nozes e as searinhas de trigo. É habitual também colocar os brindeiros (pães pequenos para as crianças), as cabrinhas (um tipo de feto), uma jarra de ensaião (planta endémica da Madeira), garrafinhas de vinho ou uma lamparina de azeite.
A escultura do Menino é normalmente emoldurada por um arquinho do Menino Jesus, que é um arco de flores de papel coloridas. Toda a cena é emoldurada por um galho de alegra-campo afixado na parede.

### Rochinha ou presépio-lapinha
A rochinha ou presépio-lapinha é feita com papel pardo, pintado com viochene. Molda-se o papel em consonância com os volumes que esconde, imitando montanhas, vales, fajãs e uma gruta. Antigamente, utilizavam-se socas de canavieira para moldar o papel das rochinhas miniaturais, que se colocavam sobre mesas, arcas ou cómodas, mas hoje estão a cair em desuso. Armada a rochinha, colocam-se as figuras do presépio, casas e igrejas; fazem-se caminhos, lagos, riachos, cascatas e levadas; dependura-se o alegra-campo na parede; distribuem-se as searinhas, o azevinho, as mimosas, o ensaião, os sapatinhos e outras verduras. Por fim, colocam-se os frutos e o menino sobre a manjedoura. Na rochinha, recria-se a paisagem da ilha. Convivendo intimamente com Maria, José, os Anjos e o Cristo Menino, lá estão os ilhéus nas lides quotidianas do campo, da casa, do mercado e da oficina, folgando em romarias e arraiais, na matança do porco ou em amena cavaqueira, na procissão ou à volta do coreto. Entre o pitoresco e o jocoso, participam com os pastores e os Reis Magos na Adoração.